# یخدان جو مؤیدی
یخدان جو مؤیدی کرمان مربوط به دوره قاجار است و در بلوار پیروزی واقع شده و این اثر در تاریخ ۱۰ دی ۱۳۸۱ با شمارهٔ ثبت ۶۷۵۵ به‌عنوان یکی از آثار ملی ایران به ثبت رسیده‌است.

## معماری
عناصر تشکیل دهنده این یخدان عبارت اند از: مخزن، حصار، استخر و چاله یخ.
پلان مخزن دایره شکل و گنبدی از نوع پستو روی آن احداث کرده‌اند. حصارش نسبتاً بلند و ۱۲ متر ارتفاع دارد. بنا از خشت خام و ملات گل ساخته شده‌است. کاربری یخدان در گذشته نگهداری یخ برای ایام تابستان مردم شهر بوده‌است.

## نحوه ساخت یخ
در پشت دیوارهای بلند و قطور آن سطوحی صاف تعبیه می‌کردند که در شب‌های زمستان به‌طور یکنواخت روی آن آب قرار می‌گرفت و در سرمای شدید زمستان یخ می‌بست وظیفه دیوار بلند این بود که در طول روز از تابش آفتاب بر روی آب‌های منجمد شده قبلی جلوگیری کند در صورتی که در شرق و غرب کمی آفتاب بر روی سطوح یخ‌گیری می‌تابید آن وقت در این نقاط هم دیوارهای جانبی بنا می‌کردند.
مقدار آبی که هر شب روی توده‌های منجمد از یخ‌های قبلی هدایت می‌شد تا حدودی بود که سرمای یک شب بتواند آن را منجمد سازد یا به عبارت دیگر ارتفاع آب روی سطوح یخ گیر از چند سانتی‌متر تجاوز نمی‌کرد این شرط فنی به خوبی می‌رساند که یخچال سازان مجبور بودند با کمال دقت سطوح یخ‌گیری را طراز کنند.
پس از آن تقریباً قطر یخ به ۳۰ تا ۴۰ سانتیمتر می‌رسید، یخ‌ها را قطعه قطعه کرده و به داخل یخدان که در مجاورت سطوح یخ‌گیری قرار داشت می‌بردند و انبار می‌کردند. در کف یخدان، یک یا چند چاه پیش‌بینی شده بود تا آب هائی که احتمالاً در فصل گرما از آب شدن یخ‌ها به وجود می‌آمد از کف یخدان دور گردد و روی هر طبقه از یخ‌ها مقداری کاه می‌ریختند تا از چسبیده شدن آن‌ها به یکدیگر جلوگیری شود.

## نگارخانه

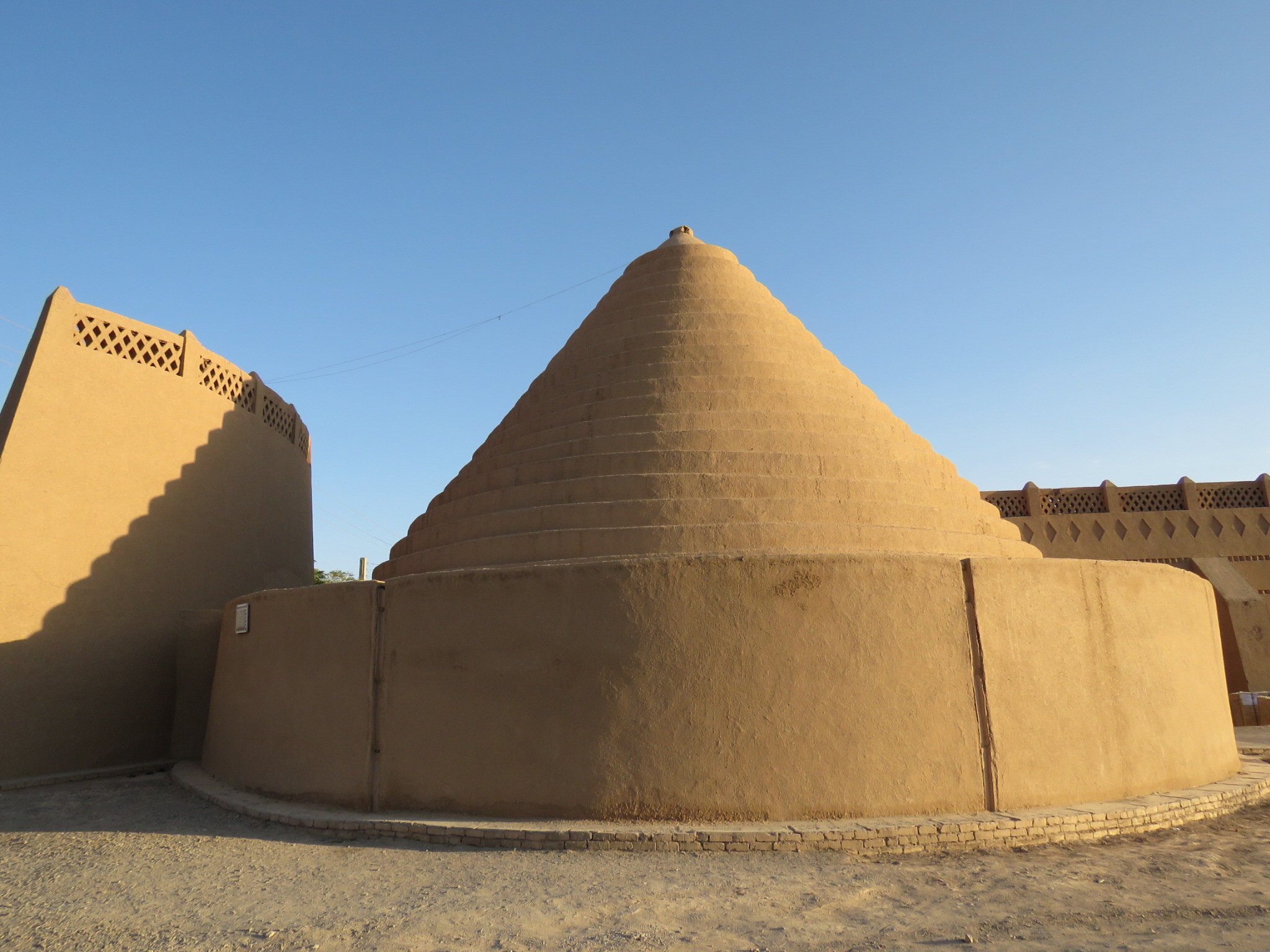
یخدان جو مؤیدی کرمان
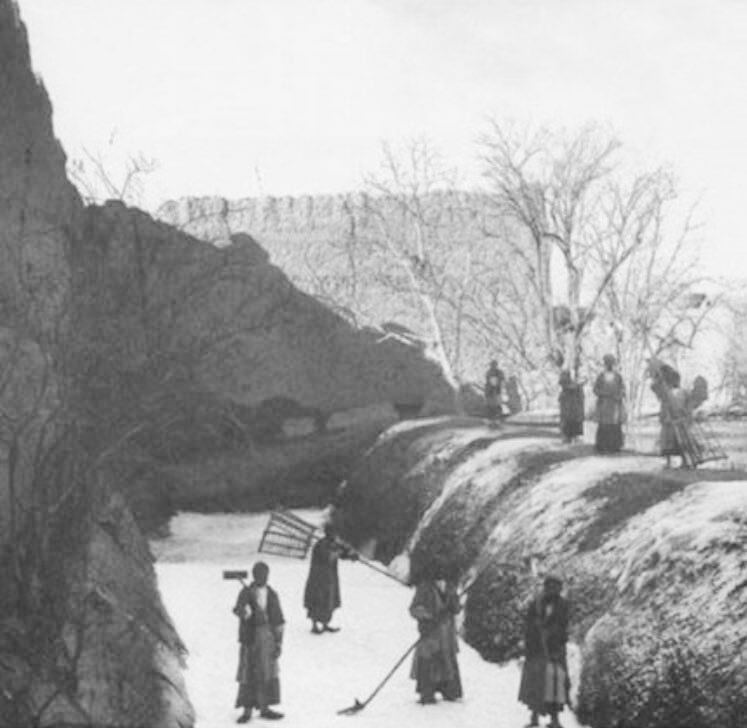
در حال درست کردن یخ